# Snuffy's Parents Get a Divorce
"Snuffy's Parents Get a Divorce" é um episódio do programa de televisão estadunidense infantil Sesame Street. Foi produzido em 1992 e seria exibido em abril, mas o episódio nunca foi ao ar, porque testes mostraram vários efeitos negativos não intencionais. Sesame Street tem um histórico de apresentar tópicos difíceis como parte de suas metas afetivas de currículo, incluindo morte, casamento, parto e desastre. Foi realizada uma extensa pesquisa antes que esses episódios fossem escritos e produzidos, para determinar seu foco e, depois que eles foram ao ar, analisar o efeito que eles tiveram sobre os telespectadores, e esse foi o caso de "Snuffy's Parents Get a Divorce". Os produtores do programa expressaram o desejo de produzir o episódio já em 1989, e estavam convencidos de que esse era um tópico que eles deveriam abordar depois que o Departamento do Censo dos Estados Unidos informou que 40% das crianças americanas haviam experienciado um divórcio.
Os produtores optaram por apresentar o Muppet Mr. Snuffleupagus ("Snuffy") e a experiência de divórcio de sua família. O episódio foi escrito pelo escritor da equipe Norman Stiles, que também escreveu o episódio de 1983 em que a morte de Mr. Hooper foi explicada. Cada palavra do episódio foi revisada pelo conselho consultivo da Children's Television Workshop (CTW), especialistas em conteúdo e psicólogos de desenvolvimento. Depois que os testes mostraram que seus jovens espectadores ficaram confusos com o episódio e não entenderam conceitos importantes sobre o divórcio, os produtores decidiram não transmiti-lo, apesar do investimento que haviam feito.
Foi a primeira e única vez que os produtores do programa tomaram esse tipo de decisão e foram citados como um exemplo da prática do produtor de "ouvir as vozes das crianças e colocar suas necessidades em primeiro lugar", apesar dos custos. Sesame Street não abordou o divórcio até novembro de 2012, quando produziram um vídeo para públicos limitados intitulado Little Children, Big Challenges: Divorce como parte de sua iniciativa de resiliência.

## Antecedentes
Sesame Street, que estreou em 1969, foi o primeiro programa infantil de televisão a usar um currículo educacional detalhado e abrangente, com objetivos educacionais específicos, em seu conteúdo. A finalidade do programa incluía objetivos cognitivos e afetivos. Inicialmente, as habilidades cognitivas de seus jovens espectadores eram enfatizadas em relação às habilidades afetivas, abordadas indiretamente porque os produtores, escritores e pesquisadores acreditavam que o foco nas habilidades cognitivas aumentaria a auto-estima e os sentimentos de competência das crianças. Eventualmente, após a primeira temporada do programa, seus críticos forçaram sua equipe a abordar os objetivos afetivos mais abertamente, o que ocorreu após "extensa pesquisa e planejamento".
De acordo com o escritor Michael Davis, o currículo de Sesame Street começou a abordar objetivos afetivos mais abertamente durante os anos 80. Por exemplo, os produtores abordaram luto e mágoa após a morte de Will Lee em 1982, que havia interpretado Mr. Hooper desde a estreia do programa. O autor David Borgenicht chamou o episódio de "pungente", e Davis chamou de "uma transmissão histórica" e "um episódio verdadeiramente memorável, um dos melhores do programa". Para as temporadas de 1988 e 1989, os tópicos de amor, casamento e parto foram abordados quando a equipe do programa criou uma história em que os personagens Luis e Maria se apaixonam, se casam e têm um filho, Gabi. Uma extensa pesquisa era realizada antes que esses episódios fossem escritos e produzidos, para determinar seu foco, e depois que eles fossem ao ar, para analisar o efeito que eles tiveram sobre os telespectadores. O programa também abordou desastres da vida real; por exemplo, os produtores abordaram os ataques terroristas de 11 de setembro com um episódio que foi ao ar no início de 2002. Eles também produziram uma série de quatro episódios que foram ao ar após o Furacão Katrina em 2005.

## Desenvolvimento
A Children's Television Workshop (CTW, mais tarde renomeada para Sesame Workshop), a organização responsável pela produção de Sesame Street, considerou e discutiu abordar o tópico do divórcio por muitos anos antes de desenvolver um episódio. Em 1989, o escritor e diretor Jon Stone já havia expressado sua intenção de escrever um roteiro sobre o assunto, afirmando: "Meus dois projetos para este ano são drogas e divórcio. O divórcio é difícil. Talvez possamos fazê-lo com fantoches". A produtora executiva Dulcy Singer vetou a ideia em 1990, antes de alcançar o desenvolvimento. Embora achasse que questões sociais complexas deviam ser discutidas na série, ela achava que a questão era irrelevante para o centro da cidade e para famílias com desvantagens financeiras, que era o público-alvo do programa. Ela disse que "o divórcio é uma coisa da classe média", e sugeriu que um episódio se concentrasse em uma família monoparental, com a criança nascida fora do casamento com um pai ausente. Singer afirmou, mesmo depois que o episódio foi filmado: "Estávamos realmente nervosos com o programa, e não pensamos que era uma vitória. Quando você está lidando com algo como a morte, a abordagem pode ser universal. Mas com o divórcio , é tão pessoal. As pessoas reagem de maneira diferente." O tópico do divórcio foi discutido novamente no ano seguinte, depois que o Departamento do Censo dos Estados Unidos divulgou estatísticas sugerindo que quarenta por cento de todas as crianças nos Estados Unidos, não apenas as da classe média, logo viveriam em casas divorciadas.
A produtora/diretora Lisa Simon declarou, sobre a dificuldade que os produtores e escritores tiveram com a elaboração do episódio: "Esperamos chegar até o final da temporada. Sempre leva um tempo para descobrir como resolver um problema adequadamente, do ponto de vista de uma criança". Jerry Nelson, que foi um dos marionetistas originais de Snuffy, observou: "Agora nos aprofundamos em coisas como o divórcio, que provavelmente afetarão muito os filhos pequenos. Não tocamos nessas coisas antes".
Em vez de usar os personagens humanos no elenco do programa, os escritores e produtores decidiram usar Muppets para apresentar sua narrativa sobre os efeitos do divórcio em crianças pequenas. Eles escolheram usar a família de Mr. Snuffleupagus ("Snuffy"), um grande Muppet que estava no programa desde 1971. O membro de longa data do elenco Bob McGrath afirmou: "Eles sabiam que não podiam fazer isso com nenhum de nossos casais — Gordon e Susan ou Maria e Luis — então eles tentaram com Snuffleupagus, escrevendo um programa sobre seus pais se divorciando". De acordo com Simon, "com os bonecos, é um pouco menos assustador (...) As crianças têm alguém com quem se identificar. Eles vêem os personagens dos bonecos tendo sentimentos e resolvendo uma questão difícil que muitos deles terão que enfrentar".
O funcionário escritor Norman Stiles, que também escreveu o episódio em que a morte de Hooper foi explicada, foi designado para compor o roteiro. Cada palavra do episódio foi revisada pelo conselho consultivo da CTW, especialistas em conteúdo e psicólogos de desenvolvimento. O episódio contou com Gordon explicando o conceito de divórcio, Snuffy tendo a certeza de que seus pais ainda o amavam, e os personagens conversando e cantando "sobre como Snuffy terá boas casas, e assim por diante".

## Resultado dos testes
Assim como o episódio de Mr. Hooper, "Snuffy's Parents Get a Divorce" foi estudado extensivamente para compreensão e atenção. Depois de filmado, ele foi exibido para uma audiência de 60 crianças em quatro creches. Os resultados mostraram vários efeitos negativos não intencionais. De acordo com a The Christian Science Monitor, "bombardeou". Apesar de Gordon tranquilizar os Muppets Elmo, Big Bird, e Telly, os filhos acreditavam que as discussões dos pais levariam ao divórcio. Eles também não tinham certeza de que os pais de Snuffy e sua irmãzinha Alice os amavam, apesar do divórcio, e não estavam claros onde os pais dos personagens moravam (especialmente o pai, que nunca havia aparecido no programa antes). Muitos espectadores também pensaram que Snuffy e Alice nunca mais veriam o pai. Segundo Singer, "as crianças saíram com mensagens negativas (...) [e] entenderam mal as discussões. Eles disseram que discussões significavam divórcio. Alguns achavam que os pais de Snuffy estavam se mudando, embora disséssemos exatamente o contrário. Alguns disseram que os pais não queriam mais amar eles".
Com base em suas descobertas, e apesar da despesa e da intenção de exibir "Snuffy's Parents Get a Divorce" em abril de 1992, a CTW decidiu não arriscar na possibilidade de prejudicar sua audiência e não exibiu o episódio. McGrath disse, "Eles escreveram um programa inteiro e gravaram, e isso foi devastador para grupos de crianças. Então eles jogaram tudo no lixo e nunca mais tentaram. Era um conceito muito difícil para uma criança de 3 anos". A diretora de pesquisa da CTW, Valeria Lovelace, recomendou que se retirasse o episódio e "voltasse à prancheta", e a ideia foi abandonada, pelo menos durante a temporada. O produtor Michael Loman lembrou: "Nós comemos o custo e nunca o exibimos. Sentimos que há uma série de questões com as quais podemos lidar na família que não chegam ao extremo do divórcio". Segundo Susan Scheiner, pesquisadora de Sesame Street, foi a primeira vez que a CTW produziu um episódio e, depois de fazer um grande investimento, descobriu após testes que o episódio não funcionava. Rosemarie T. Truglio e seus colegas da CTW citaram o episódio como um exemplo da prática da organização de "ouvir as vozes das crianças e colocar suas necessidades em primeiro lugar".

## Legado
Sesame Street não abordou divórcio até novembro de 2012, quando seus produtores criaram, como parte de sua iniciativa de resiliência, Little Children, Big Challenges: Divorce. Foi disponibilizado para famílias de militares e para o público em geral por meio de tribunais de família, serviços de aconselhamento e programas para pais e filhos.  Ele incluía um DVD de 22 minutos, um guia para cuidadores, um livro de histórias, uma folha de dicas para famílias e amigos, aplicativos móveis e sites de redes sociais e um conjunto de ferramentas on-line. Assim como "Snuffy's Parents Get a Divorce", a produção de Little Children, Big Challenges também utilizou um Muppet, Abby Cadabby, para representar a criança que está se divorciando. Enquanto Snuffy foi mostrado passando por isso em tempo real, o divórcio dos pais de Abby foi no passado, o que lhe deu tempo para se adaptar. Cenas raras do episódio existem no Museu da Imagem em Movimento perto dos estúdios onde Sesame Street é filmado e foram exibidas ao público em novembro de 2019.